# Volleyball-Europapokal der Landesmeister 1984/85 (Frauen)
Der Europapokal der Landesmeister der Frauen 1984/85 war die 25. Auflage des Wettbewerbes, an der 27 Volleyball-Vereinsmannschaften aus 26 Ländern teilnahmen. ADK Alma-Ata sicherte sich den Europapokal der Landesmeister, welcher zugleich der Achtzehnte für Mannschaften aus der Sowjetunion war.

## Teilnehmer
| Albanien - Dinamo Tirana Belgien - Dilbeek-Itterbeek SC Bulgarien - Lewski-Spartak Sofia - ZSKA Sofia (Titelverteidiger) BR Deutschland - SV Lohhof Dänemark - Helsingør KFUM Deutsche Demokratische Republik - SC Traktor Schwerin Finnland - Euran Raiku Frankreich - CSM Clamart Griechenland - Filathlitikos Thessaloniki | Israel - Hapoel Na'aman Italien - Teodora Ravenna Jugoslawien - Mladost Zagreb Luxemburg - VC Olympic Luxembourg Niederlande - Ubbink/Orion Doetinchem Norwegen - Sortland IL Österreich - Post SV Wien Portugal - Leixões SC Schweden - Sollentuna VK | Schweiz - Lausanne UC Sowjetunion - ADK Alma-Ata Spanien - CD Arquitectura Tschechoslowakei - Roter Stern Prag Türkei - Eczacıbaşı Istanbul Ungarn - Tungsram Budapest Vereinigtes Königreich - Hillingdon VC Zypern - AEL Limassol |

## Modus
Von der Ausscheidungsrunde bis zum Viertelfinale spielten die Mannschaften im K.-o.-System. In jeder Runde gab es Hin- und Rückspiele. Nach dem Viertelfinale ermittelten dann die letzten vier Mannschaften in einem Finalrunden-Turnier den Europapokalsieger.

## Ausscheidungsrunde
|                       | Gesamt  |                            | Hinspiel | Rückspiel |
| --------------------- | ------- | -------------------------- | -------- | --------- |
| Helsingør KFUM        | 1:6     | Ubbink/Orion Doetinchem    | 1:3      | 0:3       |
| Roter Stern Prag      | 6:1     | Mladost Zagreb             | 3:0      | 3:1       |
| AEL Limassol          | [ A 1 ] | Dinamo Tirana              | :        | :         |
| Dilbeek-Itterbeek SC  | 5:4     | Sollentuna VK              | 2:3      | 3:1       |
| Euran Raiku           | 0:6     | SC Traktor Schwerin        | 0:3      | 0:3       |
| CSM Clamart           | 6:0     | Leixões SC                 | 3:0      | 3:0       |
| VC Olympic Luxembourg | 0:6     | Lausanne UC                | 0:3      | 0:3       |
| Tungsram Budapest     | 6:0     | CD Arquitectura            | 3:0      | 3:0       |
| Sortland IL           | 1:6     | Hillingdon VC              | 1:3      | 0:3       |
| Lewski-Spartak Sofia  | 6:0     | Filathlitikos Thessaloniki | 3:0      | 3:0       |
| Post SV Wien          | 6:0     | Hapoel Na'aman             | 3:0      | 3:0       |

1. ↑  Dinamo Tirana kam kampflos weiter

Durch ein Freilos zogen Teodora Ravenna, ADK Alma-Ata, Eczacıbaşı Istanbul, SV Lohhof und Titelverteidiger ZSKA Sofia direkt in das Achtelfinale ein.

## Achtelfinale
|                         | Gesamt |                     | Hinspiel | Rückspiel |
| ----------------------- | ------ | ------------------- | -------- | --------- |
| Teodora Ravenna         | 4:3    | Dinamo Tirana       | 3:0      | 1:3       |
| Dilbeek-Itterbeek SC    | 1:6    | ZSKA Sofia          | 0:3      | 1:3       |
| ADK Alma-Ata            | 6:1    | SC Traktor Schwerin | 3:0      | 3:1       |
| Eczacıbaşı Istanbul     | 2:6    | Tungsram Budapest   | 2:3      | 0:3       |
| SV Lohhof               | 6:1    | Post SV Wien        | 3:0      | 3:1       |
| CSM Clamart             | 1:6    | Lausanne UC         | 1:3      | 0:3       |
| Ubbink/Orion Doetinchem | 3:6    | Roter Stern Prag    | 2:3      | 1:3       |
| Lewski-Spartak Sofia    | 6:0    | Hillingdon VC       | 3:0      | 3:0       |

## Viertelfinale
|                      | Gesamt |                   | Hinspiel | Rückspiel |
| -------------------- | ------ | ----------------- | -------- | --------- |
| Roter Stern Prag     | 1:6    | Teodora Ravenna   | 0:3      | 1:3       |
| ZSKA Sofia           | 1:6    | ADK Alma-Ata      | 0:3      | 1:3       |
| Lausanne UC          | 3:6    | Tungsram Budapest | 2:3      | 1:3       |
| Lewski-Spartak Sofia | 4:6    | SV Lohhof         | 2:3      | 2:3       |

## Finalrunde
Die Finalrunde fand vom 8. bis 10. Februar in der italienischen Stadt Ravenna statt.

### Spiele
| Datum           |                   | Ergebnis |                   |
| --------------- | ----------------- | -------- | ----------------- |
| Fr 0.8. Februar | ADK Alma-Ata      | 3:0      | Tungsram Budapest |
| Fr 0.8. Februar | Teodora Ravenna   | 3:0      | SV Lohhof         |
| Sa 09. Februar  | Tungsram Budapest | 3:2      | SV Lohhof         |
| Sa 09. Februar  | ADK Alma-Ata      | 3:1      | Teodora Ravenna   |
| So 10. Februar  | ADK Alma-Ata      | 3:0      | SV Lohhof         |
| So 10. Februar  | Teodora Ravenna   | 3:1      | Tungsram Budapest |

### Abschlusstabelle
| Pl. | Verein            | S | N | Sätze | Punkte |
| --- | ----------------- | - | - | ----- | ------ |
| 1   | ADK Alma-Ata      | 3 | – | 9:1   | 6      |
| 2   | Teodora Ravenna   | 2 | 1 | 7:4   | 5      |
| 3   | Tungsram Budapest | 1 | 2 | 4:8   | 4      |
| 4   | SV Lohhof         | – | 3 | 2:9   | 3      |

 Europapokalsieger